# نوزومي ياماموتو
نوزومي ياماموتو (باليابانية: 山本 希望) مواليد 09 أغسطس 1988 في آوموري، اليابان، هي مؤدية أصوات يابانية.

## أعمال

### أنمي
- سورد آرت أونلاين
- أكاتسكي نو يونا

## وصلات خارجية
- نوزومي ياماموتو على موقع IMDb (الإنجليزية)
- نوزومي ياماموتو على موقع ميوزك برينز (الإنجليزية)
- نوزومي ياماموتو على موقع ديسكوغز (الإنجليزية)
- نوزومي ياماموتو على موقع قاعدة بيانات الفيلم (الإنجليزية)
- نوزومي ياماموتو على موقع كينوبويسك (الروسية)
- نوزومي ياماموتو على موقع ANN person (الإنجليزية)